# Santísima Trinidad (gastronomía mexicana)
En algunos ámbitos de la gastronomía mexicana, se conoce como «Santísima Trinidad» al conjunto de los tres ingredientes más básicos: el maíz, el frijol y el chile, en analogía con la Santísima Trinidad de la fe cristiana. Estos tres productos son nativos de Mesoamérica y eran la base de la dieta mexica ya desde tiempos prehispánicos. Con ellos se prepara un abanico inmenso de recetas locales.
El maíz, como cereal, es la principal fuente de carbohidratos para los mexicanos; y los frijoles, al igual que todas las legumbres, contienen importantes cantidades de proteína vegetal. Al ser ambos de origen vegetal, la asimilación de sus nutrientes por separado es incompleta; sin embargo, curiosamente los aminoácidos carentes del frijol los aporta el maíz y viceversa, por lo que la combinación de estos aporta un valor nutricional completo. Además, el chile no solamente es una hortaliza con gran cantidad de vitaminas, también ayuda a la digestión del maíz y el frijol, asegurando una mejor asimilación de todos sus nutrientes, por lo que este trío de ingredientes se complementan entre sí.
De los tres alimentos, el maíz es el más relevante, y se consume en multitud de formas: la mazorca entera, desgranada, nixtamalizada, molida hecha harina y luego para hacer atole, masa, totopos, bolitas de masa...etc. Con la excepción de algunas áreas del norte de México, donde se sustituye por trigo. Popularmente entre los mexicanos se habla la famosa «dieta de la vitamina T», ya que muchos platos populares con base de maíz empiezan por esta letra: tacos, tamales, tlacoyos, tlayudas, tostadas, totopos... y sin duda, la más importante: la tortilla de maíz, que es el acompañamiento típico de la mayoría de comidas.

## Otras triadas en la cocina mexicana

### Tríada de la milpa
Una expresión similar y más laica es la «Triada de la milpa» o «triada mesoamericana», que puede hacer referencia a maíz, frijol y chile, aunque más comúnmente se refiere a maíz, frijol y calabaza, ya que eran los tres principales productos que los pueblos mesoamericanos originalmente plantaban en las milpas, terrenos agrícolas que no hacían falta ser regados ya que se bordeaban de corrientes de agua. Además, con la rotación de los cultivos de maíz, frijol y calabaza se aporta nitrógeno al suelo, fortificándolo y renovándolo para el próximo sembrado.
Algunas variedades de chile también se suelen plantar en milpa, como el chile de agua de Oaxaca, aunque es más común que esta triada se refiera al maíz, frijol y calabaza. También se plantan en milpa varios tipos de quelites (verdolaga, huauzontle, romeritos, chipilín, quintoniles), tomates, nopales... De la calabaza los mexicanos aprovechan el fruto, las pepitas, la flor y los tallos tiernos, llamados guías.

### «A la mexicana»
Otro trinomio importante de la gastronomía mexicana es cuando se habla de platos «a la mexicana», como el bistec a la mexicana o los huevos a la mexicana, aunque también papas, camarones... etc. En este caso se hace referencia al chile verde, la cebolla y el jitomate (llamado tomate en otros lugares), una combinación de tres ingredientes que en México siempre se suelen tener a la mano en todos los hogares. Además, representan los colores de la bandera de México: verde, blanco y rojo. Generalmente el chile es serrano o jalapeño. Cuando se sirve como salsa para mojar o acompañar, estamos hablando de «salsa mexicana», y si a esta triada se le añade cilantro, jugo de limón, sal y aceite, es el famoso pico de gallo.